# Стародубцев, Юрий Иванович
Стародубцев Юрий Иванович (род. 6 августа 1953) — доктор военных наук,  заслуженный деятель науки РФ,  профессор, академик Российской Академии военных наук,  академии  безопасности  и правопорядка,  Российской академии естественных наук, арктической академии, почетный работник высшего профессионального образования.  В  2006  году  присвоено почетное звание (РАЕН) «Рыцарь науки и искусства». С 2007 года почетный профессор Военной академии связи. Руководитель научной школы "Информационная безопасность электронных бизнес-процессов" включенной в (2014 год за номером 253) реестр ведущих научных и научно-педагогических школ Санкт-Петербурга.

## Биография
Родился  6  августа  1953  году  в  рабочем  поселке Шегарка Томской области. Родители – участники Великой Отечественной войны. После окончания средней школы работал механиком АТС и радиоузла. В 1971 году поступил в Кемеровское ВВКУС, которое окончил, получив диплом «с отличием». В течение всего периода обучения – стипендиат ВЛКСМ. По окончании получил предписание убыть в ЗабВО. Первичная должность – начальник связи первого мотострелкового батальона 457 мсп 41 мсд 39 армии  (территория МНР). В 1976 году в течение 3 месяцев исполнял должность начальника связи сводной мотострелковой роты в 600 км от расположения  полка.  Последовательно  исполнял  должности  командира  линейно-кабельного взвода в батальоне связи, начальника узла, инженера части, главного инженера, заместителя командира части центрального подчинения. В 1976 году в течение 4 месяцев исполнял должность начальника штаба мотострелкового батальона. В 1979 году прошел курс обучения по монтажу и эксплуатации системы «ЭКРАН», после чего в течение полугода возглавлял группу специалистов, осуществлявших ввод элементов системы «ЭКРАН» во всех гарнизонах, расположенных на территории МНР. Участник ряда крупных войсковых учений с привлечением войск (сил) СибВО, ЗабВО и ВС МНР.
В 1980 году поступил на командный факультет Военной академии связи в звании  старший  лейтенант. По окончании ВАС  был  зачислен  в  адъюнктуру. В 1984 присуждена ученая степень «Кандидат военных наук». Исполнял должность преподавателя и старшего преподавателя. Одновременно исполнял должность начальника Службы БС связи ЛенВО с выполнением боевых задач в различных районах Северо-западного ТВД. Зачислен в докторантуру, по завершении которой присуждена ученая степень «Доктор военных наук». Исполнял должность профессора кафедры «Организация связи в объединениях».
В 1997 году назначен начальником кафедры «Радиоэлектронной защиты, безопасности связи и информации» Военной академии связи.
Радиолюбитель. Личный позывной – UA1AKO (1-я категория).
Участник международной радиоэкспедиции на остров Гогланд. Научный руководитель и неизменный участник НИР и ОКР по проблемам защиты систем управления войсками от Техническиx средств разведки, обеспечения РЭЗ и защиты информации. Автор  672  научных  трудов,  в  том  числе  трех  монографий,  22 учебников и учебных пособий и около 73 изобретений. Подготовил 7 докторов и 29 кандидатов военных и технических наук.  Член 2 диссертационных советов. Председатель диссертационного совета ВАС по 2014г.
Создатель научной школы по защите телекоммуникационных систем от технической  компьютерной  разведки.  Является  членом  экспертных  научно-технических советов по вопросам информационного противоборства. Лучший изобретатель Вооруженных Сил РФ 2004 года, награждён медалью «За вклад в развитие изобретательства» им. А.С.Попова.По праву считается идейным вдохновителем всей ведущейся на кафедре научной и методической работы.
Несомненной заслугой  является постоянное внедрение новых технологий в учебный процесс. Один  из  немногих  крупных  ученых  академии,  кто успешно работает не только с адъюнктами, докторантами и соискателями. Регулярно, из года в год, он является руководителем выпускных квалификационных работ курсантов, причем текущая успеваемость обратившегося к нему выпускника слабо его интересует. На выходе всегда получается работа, заслуживающая высшей оценки ГАК. Такое «безразличие» к возрастной категории учеников и уровню их образованности делает полковника Стародубцева одним из самых уважаемых педагогов академии. Российский наградной комитет к юбилею кафедры отметил труды Юрия Ивановича медалью «За научный вклад в развитие образования России».
В настоящее время декан факультета "управления и бизнес технологий" в СПбГТЭУ.Член Экспертного совета по  управлению, вычислительной технике и информатике Высшей аттестационной комиссии РФ. Научный руководитель научно-консультационного центра СПбГТЭУ. Ответственный редактор журнала "Проблемы экономики и управления в торговле и промышленности"  по направлению   «Проблемы защиты бизнес-технологий в сфере услуг при использовании инфотелекоммуникационных систем» секция технические науки.

## Семья
Женат, два сына.

## Труды
- Модель процесса мониторинга безопасности информации в информационно-телекоммуникационных системах [4].
- Информационная безопасность телекоммуникационных систем. Липатников В.А., Стародубцев Ю.И.- СПб. : ВУС, 2002. - 476 с.
- Разработка и оформление инновационных проектов в сфере электронных бизнес-технологий. Ю.И. Стародубцев, Е.А Алисевич - ФГБОУ ВПО "СПбГТЭУ" 2012г. - 112c. ISBN 978-5-91004-052-0
- Техносферная война. Стародубцев Юрий Иванович, Семенов Сергей Сергеевич, Бухарин Владимир Владимирович. Журнал Армия и общество Выпуск№ 4 / 2010. ГРНТИ: 78.27 — Вооруженные силы УДK: 356/359
- Метод обнаружения сетевого перехвата информационного трафика информационно-телекоммуникационной сети. Журнал: Труды МАИ 2012.

## Изобретения
- Способ обнаружения несанкционированно установленных на объекте электронных устройств. Патент РФ №2392746 от 27.04.2009г.
- Способ контроля состояния многопараметрического объекта. Патент РФ №2364926 от 20.08.09 г.
- Способ контроля состояния многопараметрического объекта. Патент РФ № 2373650 от 20.11.2009г.
- Способ обеспечения устойчивости сетей связи в условиях внешних деструктивных воздействий. Патент РФ №2379753 от 20.01.2010г.
- Способ контроля демаскирующих признаков системы связи. Патент РФ №2419153 от 20.05.2010г.
- Способ назначения частот радиоэлектронным средствам. Патент РФ № 2390096 от 20.05.2010г.
- Способ идентификации многопараметрических объектов. Патент РФ №2395817 от 27.07.2010г.
- Способ обеспечения устойчивого функционирования системы связи в условиях внешних деструктивных воздействий. Патент РФ №2405184 от 27.11.2010г.
- Способ защиты автоматизированных систем. Патент РФ №2408927 от 10.01.2011г.
- Способ адаптивной маскировки подвижных объектов. Патент РФ №2412421 от 20.02.2011 г.
- Способ защиты вычислительной сети. Патент РФ №2422892 от 27.06.2011г.
- Способ обеспечения защищенности автоматизированных систем. Патент РФ №2477881 от 20.03.2013г.
- Способ и устройство управления потоками данных распределенной информационной системы. Патент РФ №2509425 от 10.03.2014г.
- Защитный акустоэлектрический экран для придорожного шумопоглощения. Патент РФ №2507338
- Акустоэлектрический глушитель шума. Патент РФ №2503828
- Способ защиты канала связи вычислительной сети. Патент РФ №2490703
- Способ идентификации человека по его биометрическому образу.Патент РФ №2371764
- Способ обработки дейтаграмм сетевого трафика для скрытия корреспондирующих пар абонентов информационно- телекоммуникационных систем. Патент РФ №2586840